# Adam Hughes (Fußballspieler)
Adam Hughes (* 14. Juli 1982 in Lismore) ist ein australischer Fußballspieler.

## Karriere
Hughes spielte von 1999 bis 2001 für den Nachwuchs des australischen Klubs Newcastle United (bis 2000 beim Vorgängerklub Newcastle Breakers) in der Australian National Youth League, bevor er die folgenden beiden Spielzeiten sporadisch zu Einsätzen für die 1. Mannschaft in der National Soccer League (NSL), der höchsten australischen Spielklasse, kam. 2003 wechselte der Mittelfeldakteur zum Ligakonkurrenten Wollongong Wolves und absolvierte alle 24 Spiele der Saison 2003/04 für den Klub, zugleich die letzte Spielzeit der NSL. Nach Einstellung des Ligabetriebs hielt er sich für einige Zeit bei den Balgownie Rangers in der regionalen Illawarra Premier League fit, wo er prompt als bester Spieler der Liga ausgezeichnet wurde.
Zum Beginn der Saison 2004/05 kehrte er zu den Wollongong Wolves zurück, die ihren Spielbetrieb in der New South Wales Premier League, der höchsten Liga des Bundesstaates New South Wales, fortsetzten. Mannschaftsintern ausgezeichnet als bester Spieler der Saison, verließ er Wollongong nach der Spielzeit um seine Fußballerkarriere in Europa fortzusetzen. Beim englischen Drittligisten Doncaster Rovers erhielt er Anfang August 2005 einen Kurzzeitvertrag. Drei Tage nach seinem Ligadebüt gegen Swansea City, erzielte er in der Erstrundenpartie des League Cups als Einwechselspieler in der 86. Minute den 1:0-Siegtreffer gegen den AFC Wrexham. Doncaster stieß nach drei weiteren Siegen bis ins Viertelfinale vor und unterlag dort erst nach Elfmeterschießen dem FC Arsenal, Hughes kam im weiteren Pokalverlauf aber nicht mehr zum Einsatz. Nach insgesamt neun Pflichtspieleinsätzen wurde sein Vertrag im Januar 2006 nicht mehr erneuert und er wechselte kurze Zeit später zum irischen Erstligaklub Sligo Rovers. Bei Sligo war Hughes in den Spielzeiten 2006 und 2007 Stammspieler, für seine Leistung in seiner zweiten Saison in Irland, in der er bis zur Ablehnung einer Vertragsverlängerung als Mannschaftskapitän fungierte, wurde er von der Professional Footballers’ Association of Ireland in das Eircom League of Ireland Premier Division Team of the Year 2007 gewählt.
Zur Saison 2008 wechselte er ablösefrei innerhalb der Liga zum amtierenden Meister Drogheda United, mit dem er unter anderem in vier Qualifikationsspielen der UEFA Champions League 2008/09 zum Einsatz kam, und beim Zweitrunden-Aus gegen Dynamo Kiew (Gesamtergebnis 3:4) einen Treffer erzielte. Nachdem Drogheda während der Saison in finanzielle Schwierigkeiten geraten war, erhielt Hughes am Saisonende die Freigabe für einen Wechsel. Als weder ein angestrebter Transfer nach Südkorea noch ein Wechsel innerhalb der Liga zustande kam, kehrte er nach Australien zurück und unterzeichnete im März 2009 einen Zwei-Jahres-Vertrag beim A-League-Klub Adelaide United.
Die Zeit bei Adelaide war für den sich selbst als „box-to-box“-Mittelfeldspieler verstehenden Hughes sportlich nur mäßig erfolgreich. Die Saison 2009/10 beendete man auf dem letzten Tabellenplatz, in der AFC Champions League 2010 scheiterte man nach dem Gruppensieg im Achtelfinale trotz Heimvorteil an Jeonbuk Hyundai Motors und auch die Spielzeit 2010/11 endete mit einer 2:3-Niederlage im Minor Semifinal gegen Gold Coast United vorzeitig. Auch seine in Irland gezeigte Torgefahr konnte Hughes in der A-League nicht reproduzieren, in 57 Liga- und vier Champions-League-Einsätzen erzielte er lediglich einen Treffer.
Nach zwei Jahren in Adelaide schloss sich Hughes im April 2011 dem westaustralischen Klub Perth Glory an und band sich für zwei Jahre an Adelaides A-League-Konkurrenten, wenige Wochen zuvor hatte bereits Adelaides Mannschaftskapitän Travis Dodd denselben Weg eingeschlagen. Hughes hatte bei Perth Glory Probleme, sich unter Trainer Ian Ferguson einen Stammplatz zu erkämpfen, hinter Jacob Burns und Liam Miller kam der zentrale Mittelfeldspieler bei der Hälfte seiner 18 Saisoneinsätze (zwei Tore) nur als Einwechselspieler zum Zug. Daher einigte er sich mit Perth Glory wenige Spieltage vor Saisonende Anfang März 2012 auf die vorzeitige Auflösung seines Vertrags und wechselte zum chinesischen Zweitligisten Harbin Yiteng.